# Lista orașelor din Senegal

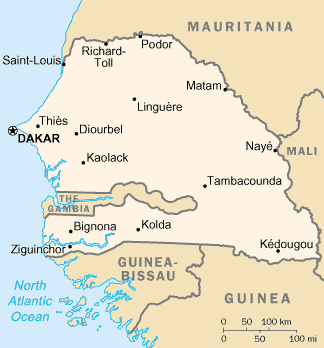
Harta Senegalului

Aceasta este o listă a orașelor din Senegal ordonată după populație. Lista conține toate orașele cu peste 10000 de locuitori.
| Orașe în Senegal | Orașe în Senegal | Orașe în Senegal | Orașe în Senegal | Orașe în Senegal | Orașe în Senegal     |
| Loc              | Oraș             | Populație        | Populație        | Populație        | Regiune              |
| Loc              | Oraș             | Recens. 1988     | Recens. 2002     | Estimare 2005    | Regiune              |
| ---------------- | ---------------- | ---------------- | ---------------- | ---------------- | -------------------- |
| 1                | Dakar            | 1.375.070        | 1.983.093        | 1.998.635        | Regiunea Dakar       |
| 2                | Touba            | 123.751          | 419.300          | 428.059          | Regiunea Diourbel    |
| 3                | Thiès            | 175.465          | 237.849          | 240.152          | Regiunea Thiès       |
| 4                | Rufisque         | 142.340          | 179.797          | 187.203          | Regiunea Dakar       |
| 5                | Kaolack          | 150.961          | 172.305          | 173.782          | Regiunea Kaolack     |
| 6                | M'Bour           | 76.751           | 153.503          | 170.699          | Regiunea Thiès       |
| 7                | Ziguinchor       | 124.283          | 153.269          | 162.436          | Regiunea Ziguinchor  |
| 8                | Saint Louis      | 113.917          | 154.555          | 130.750          | Regiunea Saint-Louis |
| 9                | Diourbel         | 76.548           | 95.984           | 93.767           | Regiunea Diourbel    |
| 10               | Louga            | 52.057           | 73.662           | 77.784           | Regiunea Louga       |
| 11               | Tambacounda      | 41.885           | 67.543           | 75.245           | Regiunea Tambacounda |
| 12               | Richard Toll     | 29.611           | 42.621           | 60.531           | Regiunea Saint-Louis |
| 13               | Kolda            | 34.337           | 53.921           | 58.362           | Regiunea Kolda       |
| 14               | Mbacké           | 38.847           | 51.124           | 56.823           | Regiunea Diourbel    |
| 15               | Tivaouane        | 27.117           | 38.213           | 39.026           | Regiunea Thiès       |
| 16               | Joal-Fadiouth    | 19.003           | 32.991           | 36.418           | Regiunea Thiès       |
| 17               | Kaffrine         | 16.957           | 25.768           | 31.298           | Regiunea Kaolack     |
| 18               | Dahra            | N/A              | 26.486           | 29.495           | Regiunea Louga       |
| 19               | Bignona          | 22.237           | 25.477           | 26.707           | Regiunea Ziguinchor  |
| 20               | Fatick           | 18.416           | 23.149           | 26.117           | Regiunea Fatick      |
| 21               | Dagana           | 15.638           | 18.205           | 25.604           | Regiunea Saint-Louis |
| 22               | Bambey           | 16.974           | 21.250           | 24.319           | Regiunea Diourbel    |
| 23               | Vélingara        | 14.068           | 20.806           | 23.834           | Regiunea Kolda       |
| 24               | Sédhiou          | 13.212           | 18.465           | 20.200           | Regiunea Kolda       |
| 25               | Sébikhotane      | N/A              | 18.582           | 19.429           | Regiunea Dakar       |
| 26               | Kédougou         | 11.216           | 16.672           | 18.483           | Regiunea Tambacounda |
| 27               | Nguékhokh        | N/A              | 16.911           | 18.384           | Regiunea Thiès       |
| 28               | Kayar            | N/A              | 16.257           | 17.193           | Regiunea Thiès       |
| 29               | Pout             | 10.763           | 16.785           | 17.072           | Regiunea Thiès       |
| 30               | Mékhé            | 12.109           | 15.291           | 15.527           | Regiunea Thiès       |
| 31               | Matam            | 10.722           | 14.620           | 15.306           | Regiunea Matam       |
| 32               | Ouro Sogui       | N/A              | 13.177           | 15.200           | Regiunea Matam       |
| 33               | Nioro du Rip     | 11.841           | 13.976           | 15.039           | Regiunea Kaolack     |
| 34               | Kébémer          | 8.120            | 14.438           | 14.747           | Regiunea Louga       |
| 35               | Koungheul        | 10.256           | 14.029           | 13.435           | Regiunea Kaolack     |
| 36               | Guinguinéo       | 12.887           | 12.973           | 12.784           | Regiunea Fatick      |
| 37               | Bakel            | 7.959            | 10.653           | 12.758           | Regiunea Tambacounda |
| 38               | Mboro            | N/A              | 11.809           | 12.647           | Regiunea Thiès       |
| 39               | Linguère         | 9.824            | 11.667           | 12.607           | Regiunea Louga       |
| 40               | Sokone           | 8.552            | 11.124           | 12.472           | Regiunea Fatick      |
| 41               | Goudomp          | N/A              | 11.013           | 12.342           | Regiunea Kolda       |
| 42               | Thiadiaye        | N/A              | 10.262           | 12.010           | Regiunea Thiès       |
| 43               | Ndioum           | N/A              | 12.407           | 11.964           | Regiunea Saint-Louis |
| 44               | Diamniadio       | N/A              | 10.898           | 11.393           | Regiunea Dakar       |
| 45               | Khombole         | 9.437            | 11.574           | 11.624           | Regiunea Thiès       |
| 46               | Gossas           | 9.289            | 10.548           | 10.468           | Regiunea Fatick      |
| 47               | Kanel            | N/A              | 8.997            | 10.165           | Regiunea Matam       |

## Alte localități
- Agnam-Goly
- Cap Skirring
- Guédiawaye
- Kidira
- Pikine
- Podor
- Yoff